# 亚历克赛·拉拉斯
帕纳约提斯·亚历山大·“亚历克赛”·拉拉斯（Panayotis Alexander (Alexi) Lalas，1970年6月1日—），美国职业足球运动员，司职中后卫。他的山羊鬍子給球迷留下了探刻印像。
拉拉斯出生于密歇根州伯明翰的一个希腊移民家庭。他於1990年开始代表美国国家足球队出赛。1994年，凭借着在美国世界杯上的良好表现，他加盟了意甲的帕多瓦足球俱乐部，成为第一个登陆意甲的美国职业球员，当赛季帮助球队保级成功，并且还攻破了AC米兰队的球门（帕多瓦队2-0取胜）。1995年，他获得美国足球先生称号。
1996年，随着帕多瓦队的降级，拉拉斯回到美国职业足球大联盟，并于1998年法国世界杯后结束国家队生涯。他一共代表国家队出场96次，进9球。2003年，拉拉斯在洛杉矶银河足球俱乐部退役。
退役后，他一度出任圣何塞地震足球俱乐部总经理。2005年，他出任安舒茨娱乐集团旗下的纽约大都会明星足球俱乐部主席兼总经理。2006年4月，他转而出任也是在安舒茨娱乐集团旗下的洛杉矶银河队主席兼总经理。
2007年，拉拉斯以高价签下大卫·贝克汉姆，引起全球轰动。